# Formación Black Peaks
La formación Black Peaks es una formación geológica del Paleoceno situada en el Parque nacional Big Bend en el estado de Texas, Estados Unidos. Está formada por arcillas, areniscas y conglomerados de origen continental. En esta formación se han hallado fósiles de los mamíferos más antiguos de Texas.